# Вашингтон (округ, Колорадо)
Шаблон:StateAbbr_ 39°59′ пн. ш. 103°12′ зх. д. / 39.98° пн. ш. 103.2° зх. д.
Округ Вашингтон (англ. Washington County) — округ (графство) у штаті Колорадо, США. Ідентифікатор округу 08121.

## Історія
Округ утворений 1877 року.

## Демографія
За даними перепису 
2000 року 
загальне населення округу становило 4926 осіб, усе сільське.
Серед мешканців округу чоловіків було 2504, а жінок — 2422. В окрузі було 1989 домогосподарств, 1408 родин, які мешкали в 2307 будинках.
Середній розмір родини становив 2,97.
Віковий розподіл населення поданий у таблиці:
| Стать    | До 15 років | 15-21 | 22-29 | 30-39 | 40-49 | 50-65 | 65-85 | Понад 85 |
| -------- | ----------- | ----- | ----- | ----- | ----- | ----- | ----- | -------- |
| Чоловіки | 553         | 237   | 191   | 312   | 389   | 415   | 368   | 39       |
| Жінки    | 487         | 207   | 165   | 293   | 371   | 408   | 432   | 59       |

## Суміжні округи
- Логан — північний схід
- Юма — схід
- Кіт-Карсон — південний схід
- Лінкольн — південний захід
- Адамс — захід
- Арапаго — захід
- Морган — північний захід

## Виноски
1. ↑  U.S. Decennial Census. United States Census Bureau. Архів оригіналу за 19 липня 2018. Процитовано 11 червня 2014.
2. ↑  Historical Census Browser. University of Virginia Library. Архів оригіналу за 11 серпня 2012. Процитовано 11 червня 2014.
3. ↑  Population of Counties by Decennial Census: 1900 to 1990. United States Census Bureau. Архів оригіналу за 31 липня 2014. Процитовано 11 червня 2014.
4. ↑  Census 2000 PHC-T-4. Ranking Tables for Counties: 1990 and 2000 (PDF). United States Census Bureau. Архів оригіналу (PDF) за 18 грудня 2014. Процитовано 11 червня 2014.
5. ↑  State & County QuickFacts. United States Census Bureau. Архів оригіналу за 22 липня 2011. Процитовано 11 лютого 2014.(англ.) Наведено за англійською вікіпедією.
6. ↑  American FactFinder. Бюро перепису населення США. Архів оригіналу за 26 лютого 2012. Процитовано 31 січня 2008.

| США | Це незавершена стаття з географії США. Ви можете допомогти проєкту, виправивши або дописавши її. |